# Dún Laoghaire Institute of Art, Design and Technology
Das Dún Laoghaire Institute of Art, Design and Technology (kurz: IADT; irisch: Institiúid Ealaíona, Dearadh agus Teicneolaíochta Dhún Laoghaire), auch häufig IADT Dún Laoghaire bezeichnet, ist eines von zwei Technischen Instituten von Irland und liegt in der Hafenstadt Dún Laoghaire nahe Dublins. Es wurde 1997 gegründet und übernahm hierbei das ehemalige Dún Laoghaire College of Art and Design als eigene Fakultät, die School of Creative Arts.

## Akademisches

### Ansatz
Die IADT legt ihren Fokus auf Kunst und Medienwissenschaften. Auf ihrem Campus liegt die National Film School (NFS). Das College offeriert zudem Kurse in Entrepreneurship und Geisteswissenschaften, Business, Kunstmanagement, Psychologie und Programmieren an.
Es wird besonders Wert auf die fächerübergreifende Lehre von Kunst, Technologie und Wirtschaft gelegt. Ein Vorzeigeprojekt ist der Media Cube, ein Zentrum speziell für das Gründen von Firmen im Medien- und Digitalbereich.

### Organisation
Das IADT hat zwei Fakultäten:
- Faculty of Film, Art and Creative Technologies, und
- Faculty of Enterprise and Humanities.

#### Faculty of Film, Art and Creative Technologies
Zu den möglichen Abschlüssen gehören:
- Bachelor in Creative Media Technologies
- Bachelor in Creative Computing
- Bachelor in Applied Psychology
- Bachelor in Design in Model Making for Film and Media
- Bachelor in Design for Stage and Screen
- Bachelor in Animation
- Bachelor in Film & Television Production
- Bachelor in Photography
- Bachelor in Design in Visual Communications
- Bachelor in Visual Arts Practice
- Master in User Experience Design
- Master in Cyberpsychology
- Master in Screenwriting
- Master in Visual Arts Practices
- Master in Broadcast Production for Radio and Television

Die National Film School ist Teil der Faculty of Film, Art and Creative Technologies und wurde 2003 gegründet. Sie gilt als ein Exzellenzzentrum für Filme, Animationen und digitale Medien. Die Schule bietet einen Bachelor in Film and Television Production an. Bekannte Gastredner in den Vorlesungen waren u. a. Jim Sheridan, Oliver Stone, John Boorman, Neil Jordan, Stephen Frears, Stephen Rea und John Landis.

#### Faculty of Enterprise and Humanities
Zuvor die School of Business and Humanities ist sie auf den Unterhaltungssektor spezialisiert.
Zu den möglichen Abschlüssen gehören:
- Bachelor in English, Media and Cultural Studies
- Bachelor in Business Studies and Arts Management
- Bachelor in Entrepreneurship & Management
- Bachelor in Entrepreneurship
- Bachelor in Entrepreneurship
- Postgraduate Diploma in Cultural Event Management
- Master in Public Culture Studies

## Referenzen
1. ↑  National Film School, IADT. Archiviert vom Original am 23. März 2007 (englisch).
2. ↑  The Media Cube. In: iadt.ie. Archiviert vom Original am 13. Oktober 2008; abgerufen am 10. März 2022.
3. ↑  Archived copy. Archiviert vom Original am 18. September 2012; abgerufen am 16. September 2012 (englisch).
4. ↑  National Film School, IADT. Archiviert vom Original am 23. März 2007 (englisch).
5. ↑  Archived copy. Archiviert vom Original am 20. September 2012; abgerufen am 16. September 2012 (englisch).